# Osmia raritatis
Osmia raritatis är en biart som beskrevs av Michener 1957. Osmia raritatis ingår i släktet murarbin, och familjen buksamlarbin. Inga underarter finns listade i Catalogue of Life.